# Aeropuerto de Kallang
El Aeropuerto de Kallang  (en chino: 加冷机场; en inglés: Kallang Airport; en malayo: Pangkalan Udara Kallang) también conocido como el aeródromo de Kallang Aeródromo, Pista de aterrizaje de Kallang y RAF Kallang , abrió sus puertas en 1937 como el primer aeropuerto construido con propósito civil en lo que hoy es país asiático de Singapur, junto con un anclaje para hidroaviones. Se ganó tierra al mar en la Cuenca del Kallang para activar en la zona pantanosa un campo de aviación en forma circular y para construir una rampa para los hidroaviones. El aeropuerto fue cerrado en 1955, cuando el nuevo aeropuerto internacional de Singapur en Paya Lebar fue construido. Aunque la mayor parte del aeropuerto fue demolido y dispuesto a otros usos, el edificio de la terminal distintivo fue utilizado como la sede de la Asociación del Pueblo hasta abril de 2009. Esta actualmente desocupado.